# Gabriel Kondratiuk
Gabriel Kondratiuk (El Bolsón, Argentina, 1969) es un artista argentino.

## Biografía
Gabriel Kondratiuk nació en 1969 en El Bolsón, Argentina. De 1994 a 1998 cursó la carrera de arte en el Instituto Universitario Nacional del Arte en Buenos Aires. Actualmente vive en Austria.

## Obra
Con pinceladas que, como los grafismos, muchas veces marcan el borde o los detalles de las figuras, Gabriel Kondratiuk crea un delicado diálogo entre formas y texturas, ritmos y profundidades, calidad cromática y musicalidad lograda, suelta el paisaje en una dimensión que, además de una representación natural, es una manera de hacer germinar potencias dormidas, presencias que están ahí. Son paisajes que devuelven al espectador la espontaneidad con que han sido hechos desprendiendo de su contemplación un sentimiento de apertura y libertad. Realizados con una factura sensible, matizada, empastada, donde la mancha, los grafismos y el vigor de la pincelada adquieren rol protagónico, nacen de una abstracción gradual de modelos naturales (árboles, flores carnosas, paisajes dominados por formas redondeadas, lunas multiplicadas al infinito).

## Exposiciones

### Exposiciones individuales
2010
- "the wanderer" (proyecto expositivo: cuatro paredes), Centro de Arte Contemporáneo de Caja de Burgos, Burgos, España[2]

2008
- "Gabriel Kondratiuk", curada por Irma Arestizábal, Galerie Bernd Kugler, Innsbruck, Austria

20 Argentina.

## Publicaciones
2008
- "Gabriel Kondratiuk" Texto por Irma Arestizábal. Ed. Galerie Bernd Kugler, Gabriel Kondratiuk. Verlag Galerie Bernd Kugler: Innsbruck, 2008. ISBN 978-3-200-01194-6

2007
- "Gabriel Kondratiuk", Karin Pernegger. En: "arte al día - revista internacional de arte latinoamericano", N° 118: Miami, 2007.[3]

2006
- "Gabriel Kondratiuk: Allí no hay nada". Texto por Prof. Rocío Domínguez Morillo. Ed. Galerie Bernd Kugler, Gabriel Kondratiuk. Verlag Galerie Bernd Kugler: Innsbruck, 2006. ISBN 978-3-200-0827-4

## Colecciones
- Artothek des Bundes (Colección de Arte Contemporáneo de la República Austriaca)[4]
- Centro de Arte Contemporáneo Caja de Burgos